# Гиргензон, Отто Кристоф Генрих
Отто Кристоф Генрих Гиргензон  (1796—1869) — латышский и эстонский священник и богослов.

## Биография
Родился в Яунпиебалге 12 (23) ноября 1796 года. Сын пробста Кристофа Рейнгольда Гиргензона.
Учился в Цесисском уездном училище, затем — в Выборгской (1811—1812) и Дерптской гимназии (1813–1814). В 1814–1816 и 1818–1819 годах учился на богословском факультете Дерптского университета. С 1819 по 1834 год он был пастором в Апекалнском приходе; в 1835 году получил степень доктора философии в Кёнигсбергском университете.
В 1835–1847 годах был пастором Мариенбургского и Зелтинского приходов; одновременно, в 1834–1836 годах был помощником пробста Валгского благочиния; в 1836–1847 годах — пробст Валгского благочиния, а в 1840–1847 годах он также был асессором Лифляндской евангелическо-лютеранской консистории в Риге.
В 1847–1869 годах был старшим пастором прихода Олевисте в Ревеле, а с июня 1849 года до своей смерти — надзиратель консисторского округа в Таллине. Дерптский университет 21 сентября 1869 года присвоил ему звание почётного доктора богословия.
Гиргенсон был одним из основателей Латышского литературного общества в Риге. Он скрупулезно относился к языку, на котором проповедовал. Его подробный обзор морфологии латышского языка Розенбергера появился ещё в 1830 году, после того как он стал членом Латышского литературного общества. Принимал активное участие в составлении изданного в 1855 году Латышского сборника гимнов.
В 1849 году получил золотой наперсный крест; получил орден Св. Станислава 2-й степени (1858), орден Св. Анны 2-й степени, а в 1869 году был награждён орденом Св. Владимира 4-й степени.
Умер от сердечного приступа 23 ноября (5 декабря) 1869 года в Ревеле.